# Lijst van nummer 1-albums in de Billboard 200 in 2014
Onderstaande albums stonden in 2014 op nummer 1 in de Billboard 200, de bekendste Amerikaanse albumlijst.
| Datum        | Artiest                         | Titel                                                 |
| ------------ | ------------------------------- | ----------------------------------------------------- |
| 4 januari    | Beyoncé                         | Beyoncé                                               |
| 11 januari   | Beyoncé                         | Beyoncé                                               |
| 18 januari   | Soundtrack                      | Frozen                                                |
| 25 januari   | Soundtrack                      | Frozen                                                |
| 1 februari   | Bruce Springsteen               | High hopes                                            |
| 8 februari   | Soundtrack                      | Frozen                                                |
| 15 februari  | Soundtrack                      | Frozen                                                |
| 22 februari  | (Diverse artiesten)             | Now that's what I call music! 49                      |
| 1 maart      | Eric Church                     | The outsiders                                         |
| 8 maart      | Soundtrack                      | Frozen                                                |
| 15 maart     | Schoolboy Q                     | Oxymoron                                              |
| 22 maart     | Rick Ross                       | Mastermind                                            |
| 29 maart     | Soundtrack                      | Frozen                                                |
| 5 april      | Soundtrack                      | Frozen                                                |
| 12 april     | Soundtrack                      | Frozen                                                |
| 19 april     | Soundtrack                      | Frozen                                                |
| 26 april     | Soundtrack                      | Frozen                                                |
| 3 mei        | Soundtrack                      | Frozen                                                |
| 10 mei       | Soundtrack                      | Frozen                                                |
| 17 mei       | Soundtrack                      | Frozen                                                |
| 24 mei       | (Diverse artiesten)             | Now that's what I call music! 50                      |
| 31 mei       | The Black Keys                  | Turn blue                                             |
| 7 juni       | Coldplay                        | Ghost stories                                         |
| 14 juni      | Coldplay                        | Ghost stories                                         |
| 21 juni      | Miranda Lambert                 | Platinum                                              |
| 28 juni      | Jack White                      | Lazaretto                                             |
| 5 juli       | Lana Del Rey                    | Ultraviolence                                         |
| 12 juli      | Ed Sheeran                      | X                                                     |
| 19 juli      | Trey Songz                      | Trigga                                                |
| 26 juli      | Sia                             | 1000 Forms of Fear                                    |
| 2 augustus   | "Weird Al" Yankovic             | Mandatory fun                                         |
| 9 augustus   | 5 Seconds of Summer             | 5 Seconds of Summer                                   |
| 16 augustus  | Tom Petty and the Heartbreakers | Hypnotic eye                                          |
| 23 augustus  | Soundtrack                      | Marvel's guardians of the galaxy - Awesome mix vol. 1 |
| 30 augustus  | Soundtrack                      | Marvel's guardians of the galaxy - Awesome mix vol. 1 |
| 6 september  | Wiz Khalifa                     | Blacc Hollywood                                       |
| 13 september | Ariana Grande                   | My everything                                         |
| 20 september | Maroon 5                        | V                                                     |
| 27 september | Lecrae                          | Anomaly                                               |
| 4 oktober    | Barbra Streisand                | Partners                                              |
| 11 oktober   | Tony Bennett & Lady Gaga        | Cheek to Cheek                                        |
| 18 oktober   | Blake Shelton                   | Bringing Back The Sunshine                            |
| 25 oktober   | Jason Aldean                    | Old Boots, New Dirt                                   |
| 1 november   | Florida Georgia Line            | Anything Goes                                         |
| 8 november   | Slipknot                        | 5: The Gray Chapter                                   |
| 15 november  | Taylor Swift                    | 1989                                                  |
| 22 november  | Taylor Swift                    | 1989                                                  |
| 29 november  | Taylor Swift                    | 1989                                                  |
| 6 december   | One Direction                   | Four                                                  |
| 13 december  | Taylor Swift                    | 1989                                                  |
| 20 december  | Taylor Swift                    | 1989                                                  |
| 27 december  | J. Cole                         | 2014 forest hills drive                               |

1945 ·
1946 ·
1947 ·
1948 ·
1949 ·
1950 ·
1951 ·
1952 ·
1953 ·
1954 ·
1955 ·
1956 ·
1957 ·
1958 ·
1959 ·
1960 ·
1961 ·
1962 ·
1963 ·
1964 ·
1965 ·
1966 ·
1967 ·
1968 ·
1969 ·
1970 ·
1971 ·
1972 ·
1973 ·
1974 ·
1975 ·
1976 ·
1977 ·
1978 ·
1979 ·
1980 ·
1981 ·
1982 ·
1983 ·
1984 ·
1985 ·
1986 ·
1987 ·
1988 ·
1989 ·
1990 ·
1991 ·
1992 ·
1993 ·
1994 ·
1995 ·
1996 ·
1997 ·
1998 ·
1999 ·
2000 ·
2001 ·
2002 ·
2003 ·
2004 ·
2005 ·
2006 ·
2007 ·
2008 ·
2009 ·
2010 ·
2011 ·
2012 ·
2013 ·
2014 ·
2015 ·
2016 ·
2017 ·
2018 ·
2019
- Nederland
- Nederland (Album Top 40)
- Vlaanderen
- Verenigd Koninkrijk
- Verenigde Staten